# Ptomaphagus subvillosus
Ptomaphagus subvillosus är en skalbaggsart som först beskrevs av Johann August Ephraim Goeze 1777.  Ptomaphagus subvillosus ingår i släktet Ptomaphagus, och familjen mycelbaggar. Arten är reproducerande i Sverige.